# Seznam kašen v Českých Budějovicích
Seznam kašen v Českých Budějovicích obsahuje exteriérové kašny, fontány, pítka a jim podobné vodní prvky v Českých Budějovicích.

## Kašny a fontány

### Existující
| Objekt                                  | Obrázek                                                         | Umístění                  | Autor                                                       | Datum     | Galerie                                                                           | Popis |
| --------------------------------------- | --------------------------------------------------------------- | ------------------------- | ----------------------------------------------------------- | --------- | --------------------------------------------------------------------------------- | --- |
| Cyklus vody                             | Cyklus vody                                                     | Vodárenská věž            |                                                             | ≤2015     |                                                                                   | Fontána z broušeného cementového výdusku a nerezovou obručí v areálu pod vodárenskou věží. Symbolizuje koloběh vody. Součást naučné stezky Historie vodárenství, zastavení 10.                                                                                       |
| Fontána Jeronýmova (Q112946181)         | Fontána Nerudova                                                | Jeronýmova 1485/19a       |                                                             | ≤2015     | Kategorie „Fontána (Jeronýmova)“ na Wikimedia Commons                             | Před prodejnou drogerie. |
| Fontána Nerudova (Q106662767)           | Fontána Nerudova                                                | Nerudova 2568/2a          | Tomáš Proll (Q95147341)                                     | ≤2003     | Kategorie „Fontána (Nerudova)“ na Wikimedia Commons                               | U domova důchodců. |
| Fontána Piano (Q106526635)              | Fontána Piano                                                   | Lidická 2331/6a           | CMC architects                                              | 2018      | Kategorie „Fontána Piano“ na Wikimedia Commons                                    | Mezi budovou a Lidickou třídou. |
| Fontána Prior (Q114346137)              |                                                                 | Lannova 1461/22           |                                                             | 1979      |                                                                                   | Na terase (střeše) Prioru, u bývalé restaurace. |
| Fontána u Jednoty                       | Fontána                                                         | Lidická 1625/156          |                                                             | ~2008     |                                                                                   | Objekt vzniklý pravděpodobně mezi lety 2006 a 2012. |
| Fontána u Rechtsovy vily                | Fontána Piano                                                   | Senovážné nám. 241/15     |                                                             | ~2016     |                                                                                   | Vznikla někdy mezi lety 2015 a 2017. |
| Fontána Vltava (Q106841147)             | Fontána Vltava                                                  | Fr. Ondříčka 1243/46      | Hana Urbancová                                              | 2008      | Kategorie „Fontána Vltava“ na Wikimedia Commons                                   | Na „náměstí“ Vltava-střed. |
| Hardtmuthova kašna (Q115056009)         | Hardtmuthova kašna                                              | U Zimního stadionu 19/1   |                                                             | 1911      | Kategorie „Fontána u Hardtmuthovy vily“ na Wikimedia Commons                      | V průčelí Hardtmuthovy vily směrem k Lidické. Sochy restaurovány zhruba v letech 2017–2018. V roce 2022 byla zrestaurována kašna. |
| Hirzova fontána (Q57416280)             | Hirzova fontána                                                 | Lannova 1/1               | Zdeněk Urbanec (Q106527952)                                 | 2006      | Kategorie „Fountain of Hirzo von Klingenberg“ na Wikimedia Commons                | Fontána se skleněnou deskou s datem založení města. Autorem architektonického návrhu je Zdeněk Urbanec. |
| Hravá vodní fontána ČEVAVA (Q106524617) | Mlhová fontána                                                  | Vodárenská věž            | Alexandra Koláčková                                         | 2015      | Kategorie „Beast (Alexandra Koláčková)“ na Wikimedia Commons                      | Mlhová fontána Beast, která byla v rámci výstavy Umění ve městě 2015 umístěna na Piaristickém náměstí, se 2. září 2015 přesunula do naučné stezky Historie vodárenství jako zastavení 11, hravá vodní fontána ČEVAVA                                                 |
| Klášterní studna (Q134625313)           | Studna v rajské zahradě                                         | Dominikánský klášter      |                                                             | 1715      | Kategorie „Studna (dominikánský konvent, České Budějovice))“ na Wikimedia Commons | Kamenná obruba studny v rajském dvoře zdobená reliéfem Panny Marie Budějovické, svatého Hyacinta (vlevo), svatého Petra (vpravo) a nápisy HONORI B(EATAE): MARIAE S(ANCTI): HIACINTHI ET S(ANCTI): PETRI FONS ISTE \| PIETATIS ERGO DICATVS EST s chronogramem 1715. |
| Labutě (Q57436625)                      | Labutě                                                          | Lidická 136/5             | František Mrázek                                            | 1963      | Kategorie „Labutě u Experimentu“ na Wikimedia Commons                             | Fontána se sochou dvojice labutí od Františka Mrázka. |
| Lannova fontána                         | Lannova fontána                                                 | Lannova třída             |                                                             | 2010      |                                                                                   | Symbolická koryta Vltavy a Malše v horní části Lannovy třídy. |
| Malše II. (Q93769872)                   | Malše II.                                                       | Lidická 174/37            | František Mrázek                                            | 1965      | Kategorie „Malše II.“ na Wikimedia Commons                                        | Kašna (bazének) se sezónně umístěnou sochou od Františka Mrázka. Rekonstruována v zimě 2020 / 2021, restaurovaná socha osazena 28. dubna 2021. |
| na Pražské (Q107390622)                 | kašna z Pražské                                                 | Perla sv. Otýlie          |                                                             | 1862–1864 | Kategorie „Kašna z Pražské“ na Wikimedia Commons                                  | Osmiúhelníková kamenná kašna, která původně stála u pražské silnice nedaleko současného koldomu, byla přesunuta na hřbitov svaté Otýlie před hrobku rodiny dra A. Dlouhýho.                                                                                          |
| na sv. Otýlii (Q107390751)              | Stepanova kašna                                                 | sv. Otýlie                | Johann Stepan (Q107395625)                                  | 1914      | Kategorie „Stepanova kašna“ na Wikimedia Commons                                  | Kašnu ve tvaru konkávní kruhové úseče umístěnou u centrálního kříže zřídil stavitel Johann Stepan na náklady města. |
| Samsonova kašna (Q6848354)              | Samsonova kašna                                                 | nám. Přemysla Otakara II. | František Baugut Josef Dietrich Zachariáš Horn (Q105779405) | 1721–1727 | Kategorie „Samsonova kašna (České Budějovice)“ na Wikimedia Commons               | Kašna s chrliči, sochami Atlantů a Samsonem krotícím lva. Návrh Baugut, kamenické práce Horn, sochy Dietrich. |
| Schwarzova fontána (Q80458701)          | Chlapec (žába není vidět)                                       | Sady                      | Karel Schwarz (Q80458701)                                   | 1882      | Kategorie „Schwarzova fontána“ na Wikimedia Commons                               | Fontána se sochou chlapce se žábou zřízená stavitelem baronem Karlem Schwarzem jako dar městu za zakázku městských vodovodů. Obnovena 2002. |
| U Ferusů                                |                                                                 | U Ferusů                  |                                                             | ~2013     |                                                                                   | Novodobá kašna na místě původní studny. |
| U Pražské (Q57610685)                   | Fontána                                                         | Sady                      |                                                             |           | Kategorie „Fountain in Sady (České Budějovice)“ na Wikimedia Commons              | Kruhová fontána v úseku Sadů vymezeném ulicemi Pražská a 28. října. |
| Ukradené volavky (Q80458695)            | Ukradené volavky (volavky na snímku chybí, neboť jsou ukradené) | Sady                      | František Mrázek                                            | 196x      | Kategorie „Ukradené volavky“ na Wikimedia Commons                                 | Fontána s plastikami volavek. Volavky od Františka Mrázka odcizeny mezi lety 1993–1997, fontána obnovená v roce 2002. |
| V Háječku (Q57414169)                   | Fontána se sousoším                                             | Háječek                   | Edwin Schopenhauer                                          | 1927      | Kategorie „Fontána v Háječku“ na Wikimedia Commons                                | Fontánu zdobí Schopenhauerovo sousoší dětí hrajících si s kozlem. Obnovena 2012. |
| Vodní hrátky                            |                                                                 | Park Čtyři Dvory          |                                                             | 2014      |                                                                                   | [ 9 ] |
| Vodní kaskáda (Q106759059)              | Vodní kaskáda                                                   | Centrální park            |                                                             | 2015      | Kategorie „Vodní kaskáda (České Budějovice)‎“ na Wikimedia Commons                 | Kaskáda a tři malé vodotrysky v jižní části Centrálního parku na sídlišti Máj. |
| Vodopád                                 | Vodopád                                                         | Krčínova 1610             |                                                             | ≤2012     |                                                                                   | |

### Zaniklé
| Objekt                                   | Obrázek                                    | Umístění                   | Autor                                              | Datum               | Galerie | Popis |
| ---------------------------------------- | ------------------------------------------ | -------------------------- | -------------------------------------------------- | ------------------- | ------- | --- |
| Bazénky v klášterní předzahrádce         | klášterní předzahrádka před rekonstrukcí   | Dominikánský klášter       | Vojtěch Storm                                      | 1982–84             |         | Provedení klášterní předzahrádky vycházelo z návrhu architekta Vojtěch Storma. Bazénky vodních prvků ale nebyly realizované kvalitně, netěsnily, takže po většinu své existence neplnily účel. Zanikly při rekonstrukci v roce 2020, kdy došlo ke snížení předzahrádky na úroveň zbytku Piaristického náměstí. |
| Dominikánská kašna                       |                                            | Dominikánský klášter       |                                                    | ~1730(?)            |         | Společně s městským vodovodem a Samsonovou kašnou vznikla i okrasná kašna v zahradě Dominikánského konventu. Zanikla. |
| Fontána na Lannovce                      |                                            | Lannova 135/34             |                                                    | 60. léta 20. stol.  |         | Pravoúhlý bazén s vodotryskem (rotující nástavec) v horní části Lannovy třídy. Zanikla při rekonstrukci Lannovy třídy 2009–2010. |
| Fontána u Kanovnické                     | Fontána                                    | Sady                       |                                                    |                     |         | Kruhová fontána za někdejší městskou nemocnicí zanikla nejspíš začátkem 20. století při stavbě pošty. Podobná fontána se dochovala na Sadech poblíž Pražské ulice. |
| Fontána u Lidické                        |                                            | Mánesova × Lidická         |                                                    |                     |         | Kruhová fontána u křižovatky. Zrušena. |
| Fontána Výstaviště                       |                                            | Výstaviště                 |                                                    | 60. léta 20. stol.  |         | Kruhová fontána se sochou ptáků(?) ve středovém pruhu asi 70 metrů za hlavní branou. Zanikla mezi lety 1992 a 2003. |
| Jihočeský vodní květ                     |                                            | Pražská 2239/16            | Josef Hermoch (Q95439529) Jiří Prachař (Q64850399) | ~1975               |         | Fontána s plastikou na veřejném prostranství západně od telekomunikační budovy. Zmizela při úpravách prostranství v roce 2005. „Kovová plastika znázorňující jihočeský vodní květ se stylizovaným tvarem spojových antén.“                                                                                     |
| Kapucínská kašna                         |                                            | Kapucínský klášter         |                                                    | ~1730(?)            |         | Společně s městským vodovodem a Samsonovou kašnou vznikla i okrasná kašna v zahradě Kapucínského konventu. |
| Kašna na Lanovce                         | kašna v první polovině 60. let 20. století | Lannova třída              |                                                    | 60. léta 20. stol.? |         | Menší kašna z pálené hlíny umístěná ve spodní části Lannovy třídy (vedle budovy ISŠ Senovážné nám. 239/12), později osázená květinami a zrušená. |
| Kašna na Mariánském                      |                                            | Mariánské náměstí          |                                                    |                     |         | Menší (terakotová?) kašna v místě zrušené Lobkowiczovy kašny, rovněž zanikla. Po revoluci ji nahradilo Mariánské sousoší. |
| Kašna na Palackého                       |                                            | Palackého náměstí          |                                                    |                     |         | Zrušena. |
| Kašna u biskupství                       |                                            | Biskupství                 |                                                    |                     |         | Jednoduchá kašna v podobě pravoúhlé nádrže stála v Široké ulici u biskupství. Zanikla. |
| Kašna u děkanství                        |                                            | U Černé věže 71/4          |                                                    |                     |         | Kašnu na tzv. Ovocném trhu, zrušenou roku 1912, nahradila pumpička. Rovněž zanikla. |
| Kašna u Jindřicha Plachty                |                                            | Jindřicha Plachty          |                                                    |                     |         | Zrušena. |
| Lobkowiczova kašna                       |                                            | Mariánské náměstí          |                                                    | 1823                |         | Z důvodu kontaminace vody v městských studních nechal krajský hejtman Augustin Longin Josef kníže Lobkowicz postavit pavilonek s kašnou zásobovanou kvalitní pitnou vodou. Zhruba na současném místě Mariánského sousoší.                                                                                      |
| Soutok Malše a Vltavy (Q106497108)       |                                            | Fr. Ondříčka 1243/46       |                                                    | 1962(?)             |         | Kašna (bazének) se sousoším dvojice žen symbolizujících řeky. Kašna zbourána v roce 2008 při revitalizaci náměstí Vltava-střed, socha uložena do depozitáře. 6. května 2021 umístěna u Dlouhého mostu na vyhlídce poblíž Zátkovy vily.                                                                         |
| Studánka ve Čtyřech Dvorech (Q134967035) |                                            | Husova                     |                                                    |                     |         | U Kaple Všech svatých země české, kde existovala již před vznikem kaple. Ceněna jako zdroj kvalitní pitné vody, které byl na západním břehu Vltavy z důvodu nevhodného podloží nedostatek. |
| Studna u Trojice                         |                                            | Kostel Nejsvětější Trojice |                                                    |                     |         | V zahradě za špitálním kostelem Nejsvětější Trojice. Pravděpodobně zanikla. |
| Tři kašny                                |                                            |                            |                                                    | 1862–1864           |         | Zřízeny na předměstí po rozšíření městského vodovodu. Zanikly. |
| Vodotrysky                               |                                            | Biskupská zahrada          |                                                    | ≥1785               |         | Biskupská zahrada byla za éry Johanna Prokopa Schaaffgotscheho vybavena vodními hříčkami, k nimž patřily kruhové bazény s vodotrysky vybavené vyměnitelnými nástavci. Zanikly. |
| Volavky II.                              |                                            | Pražská tř. 495/58         | František Mrázek                                   |                     |         | Bazének s okrasnými rybičkami a Mrázkovou sochou volavek před vchodem do budovy tehdejšího Státního rybářství na Pražské třídě. Volavky snad byly přesunuty do Alšovy galerie. |

## Pítka
Seznam obsahuje pítka, mlhopítka a mlžítka trvale či každoročně umístěná v Českých Budějovicích.
| Objekt                               | Obrázek                    | Umístění                   | Datum | Galerie | Popis |
| ------------------------------------ | -------------------------- | -------------------------- | ----- | ------- | --- |
| 4 Dvory (Q66005184)                  | pítko                      | Park 4 Dvory               | 2025  |         | Pítko s mlžítkem, u skateparku, poblíž křižovatky ulic Generála Klapálka a Poručíka Vondráška.                                   |
| Centrální park (Q134998847)          | brána                      | Centrální park             | 2024  |         | Mlhová brána (s pítkem?), v jižní části Centrálního parku poblíž autobusové zastávky Jaroslava Bendy na ulici Antonína Barcala.  |
| Háječek (Q134963879)                 | pítko                      | Háječek                    | 2025  |         | Pítko s mlžítkem, poblíž Železného mostu.                                                                                        |
| Kaliště                              |                            | na začátku obce            | 2020? |         | |
| Lannova (Q134929804)                 | pítko                      | Lannova tř. 18/17          | 2006  |         | Na křižovatce s Jeronýmovou. |
| Leninovy sady (Q135049440)           | pítko                      | Leninovy sady              | 2023  |         | V parku pod křižovatkou Dukelská × U Tří lvů.                                                                                    |
| N. Frýda (Q134994120)                | mlžítko                    | N. Frýda 1240/11           | 2025  |         | Mlžítko. |
| Na Sadech (Q84693504)                | pítko                      | Sady                       | 2002  |         | V tzv. Besedním sadu (u Polikliniky Sever)                                                                                       |
| Na Sokolském ostrově #1 (Q134930086) | Pítko na Sokolském ostrově | u památné lípy             | 2022  |         | Pítko kombinované s mlžítkem. |
| Na Sokolském ostrově #2 (Q134700984) | Pítko na Sokolském ostrově | u Sokolovny                | 2022  |         | Pítko. Nápis: „Sokolák \| Osvěžení v každé kapce pitné vody \| Vaše Budějce \| Váš Čevak“                                        |
| Na Výstavišti (Q134930258)           | Pítko na Výstavišti        | Výstaviště                 | ≤2003 |         | Mezi pavilony H a B1. |
| Nemocnice (Q134562372)               | Pítko v nemonicic          | nemocnice                  | ≤2017 |         | V květinovém parku mezi pavilony C a I2, instalováno někdy mezi lety 2015 a 2017.                                                |
| Písecká (Q135003279)                 | mlžítko                    | Písecká 1040/13            | 2024  |         | Mlžítko, na rohu parčíku v Písecké ulici, nedaleko restaurace Skleník.                                                           |
| Samsonek (Q134933389)                | Samsonek                   | Lannova                    | 2010  |         | [ 4 ] |
| Senovážné náměstí (Q134973557)       | pítko                      | Senovážné náměstí          | 2025  |         | Pítko s mlžítkem, poblíž mostu přes Mlýnskou stoku (vyústění ulice Karla IV.).                                                   |
| Stromovka (Q1349374489)              | pítko ve Stromovce         | Lannova                    | 2024  |         | Pítko kombinované s mlžítkem. |
| Široká (Q135036963)                  | mlžítko                    | Široká 98/2                | 2021  |         | Mlžítko zřízené z participativního rozpočtu.                                                                                     |
| U katedrály (Q80458738)              | pítko                      | Katedrála svatého Mikuláše | 2001  |         | [ 4 ] |
| U Maláku I                           | pítko                      |                            | <1989 |         | V lesoparku. |
| U Maláku II                          | pítko                      |                            | <1989 |         | Jižně od stánku se zmrzlinou (poblíž pískoviště).                                                                                |
| U MŠ Jizerská (Q135648361)           | pítko                      | sídliště Vltava            | 2025  |         | Na dětském hřišti. Umístěno 30. nebo 31. července 2025.                                                                          |
| U nádraží (Q135272946)               | pítko                      | vlakové nádraží            | 2023  |         | Umístěné koncem roku 2023 (před oficiálním dokončením rekonstrukce nádraží v únoru 2024) proti Lannově třídě.                    |
| U pošty (Q134933837)                 | pítko                      | hlavní pošta               | 2001  |         | [ 4 ] |
| U Solnice (Q134934189)               | pítko                      | Solnice                    | 2001  |         | [ 4 ] |
| U vodárenské věže                    | pítko                      | Vodárenská věž             | 2015? |         | Součást naučné stezky Historie vodárenství, zastavení 7. Tzv. pumpička, historický pouliční stojan pro veřejnou distribuci vody. |
| Vltava-střed (Q135003410)            | mlžítko                    | Vltava-střed               | 2024  |         | Mlžítko na náměstí Vltava-střed (u DK Vltava).                                                                                   |
| ZŠ Máj II (Q134996690)               | pítko                      | ZŠ Máj II                  | 2025  |         | Pítko s mlžítkem, u vchodu do areálu školy z ulice M. Chlajna.                                                                   |